# Boa Esperança (Paraná)
Boa Esperança este un oraș în statul Paraná (PR), Brazilia.